# Imbrasia gschwandneri
Imbrasia gschwandneri är en fjärilsart som beskrevs av Hans Rebel 1917. Imbrasia gschwandneri ingår i släktet Imbrasia och familjen påfågelsspinnare. Inga underarter finns listade i Catalogue of Life.